# Saša Glavaš
Saša Glavaš (rođen 6. travnja 1972. u Banjoj Luci), bivši bosanskohercegovački nogometaš, ljevak, poznat po preciznim centaršutevima i brzini.
Odigrao šest prvenstvenih utakmica za Hajduk, prva protiv Istre u Puli 27. rujna 1992.,  i dvije kup utakmice u kojima se s Hajdukom izborio u osvajanju kupa sezone 1992/3.
Saša Glavš karijeru započinje 1989. u banjalučkom Borcu iz kojega u 7. mjesecu 1992. prelazi u Hajduk i ostaje do 6. mjeseca 1993. Već idući mjesec nalazi se u Primorcu, zatim u NK Zadarkomerc i Široki Brijeg, da bi igračku karijeru završio u Imotskom.